# 清官能断家务事
《清官能断家务事》（又名女法官）是2007年栾逢勤执导的一部电视剧，该作主要讲述的是一位女法官审判了一些民众纠纷，和三个儿女家庭等故事。

## 剧情简介
有三个家庭的子女因为对一些事情的认知不同等原因而产生了很多的矛盾，后来在女法官等人的调和下，最后渐渐地和解了的故事。

## 演员表
- 张凯丽
- 廖学秋
- 金鑫
- 郭凯敏
- 谭希和

## 相關連結
- 豆瓣电影上《清官能断家务事》的資料 （简体中文）